# Арифмометр

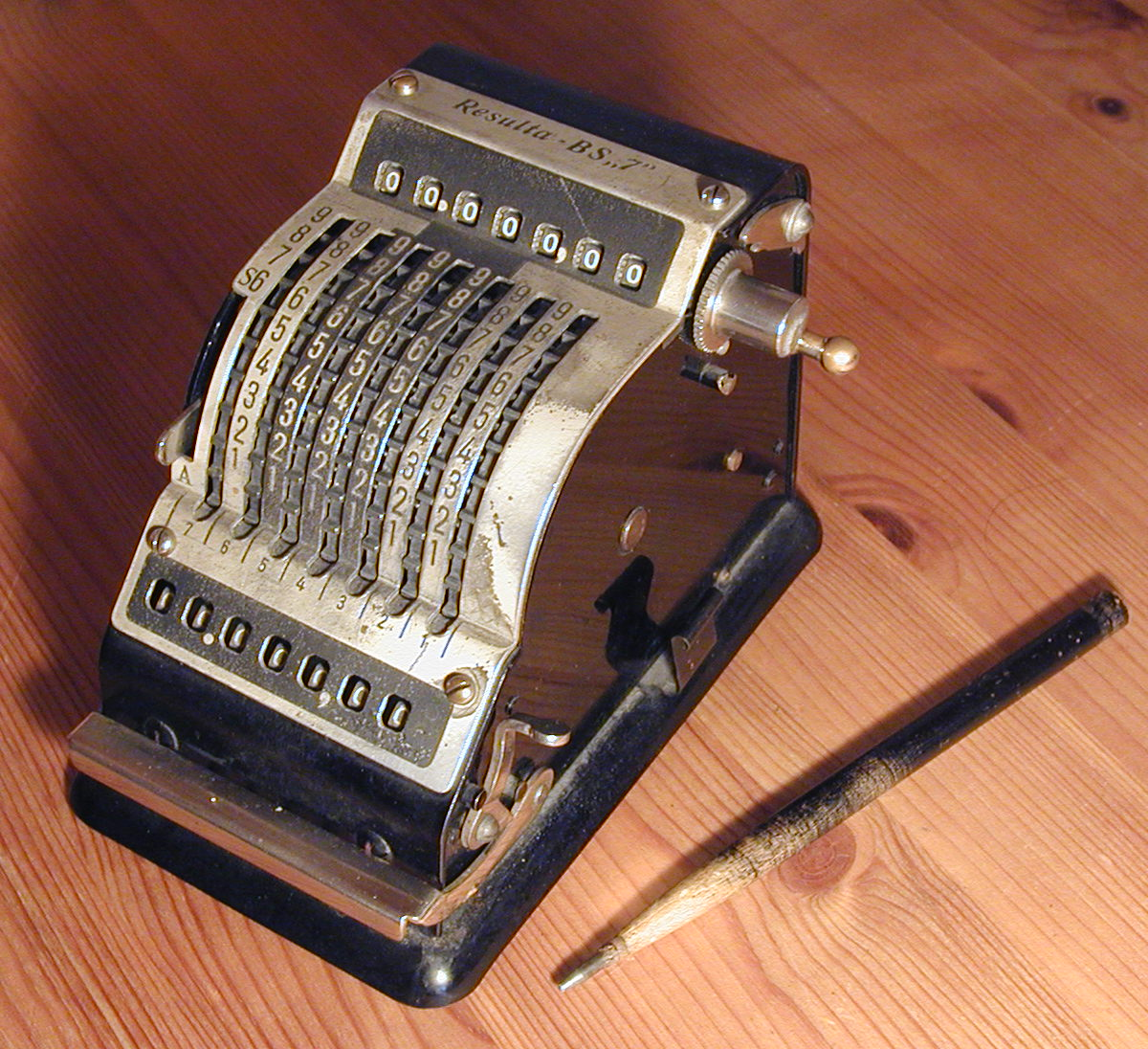
Механічний арифмометр

Арифмо́метр або аритмо́метр (грец. αριθμος — число і μετρεω — міряти) — настільний механічний прилад для виконання арифметичних дій.
Основою конструкції є «цифровий елемент», напр. цифрове коліщатко (зубчасте колесо), яке фіксується храповиком у 10 положеннях (0,1; 0,2; … повного оберту) відповідно до чисел 1, 2, 3, …, 10(0). Кілька таких цифрових коліщат дають змогу зобразити багатоцифрове число. Сусідні цифрові коліщата з'єднано так, що повний оберт коліщатка нижчого розряду повертає цифрове коліщатко вищого розряду на 0,1 оберту; цим автоматизується «перенос десятків». Обертання в одному напрямі дає додавання, у протилежному — віднімання. Множення і ділення виконуються порозрядним додаванням і відніманням. Одні з останніх моделей арифмометрів — автоматизовані арифмометри — це електромеханічні прилади, в яких числа встановлюються і операції з ними виконуються натискуванням кнопок.
В УРСР арифмометри виробляли у Харкові.